# Teià
Teià – gmina w Hiszpanii, w prowincji Barcelona, w Katalonii, o powierzchni 6,72 km². W 2011 roku gmina liczyła 6154 mieszkańców.